# 葉荃
葉 荃（よう せん）は中華民国の軍人。滇軍（雲南軍、雲南派）の軍人で、後に国民軍でも高級指揮官をつとめた人物である。字は香石。

## 事跡
日本に留学し、東京振武学校を経て陸軍士官学校第6期で学んだ。このとき、中国同盟会に加入している。帰国後は安徽講武堂総弁、川軍（四川軍）教練処幇弁、川軍第64標標統を歴任した。
中華民国成立後、葉荃は黔軍（貴州軍）第1師師長兼警衛第4団団長となった。1915年（民国4年）12月、護国戦争が勃発すると、護国軍第5軍総司令に任ぜられている。1917年（民国6年）の張勲復辟後に、駐粤（広東）滇軍（雲南軍）第5軍総司令となった。後に雲南に戻り、雲南派指導者・唐継尭から靖国軍第8軍軍長に任ぜられ、四川省方面へ出撃している。
1921年（民国10年）1月、雲南へ引き返してきた葉荃は唐継尭への不満からクーデターを起こす。しかし、唐の側もこの動きは察知しており、葉は敗北して孫文（孫中山）を頼り広東へ逃亡した。なお偶然にも、葉の同僚で靖国軍第1軍軍長の顧品珍が、この好機にやはりクーデターを起こし、唐継尭を一時雲南から追放している。
広東では孫文から将校団団長兼左翼総指揮に任ぜられている。1923年（民国12年）2月3日、葉荃は中国国民党本部軍事委員会委員となった。1925年（民国14年）、馮玉祥率いる国民軍に加入し、国民軍第3軍副軍長兼第2師師長に任ぜられている。
1927年（民国16年）、蔣介石の招聘に応じて、葉荃は国民革命軍総司令顧問官兼滇川黔三省労軍使に任命された。1931年（民国20年）2月、国民政府により監察院監察委員に任ぜられている。1937年（民国26年）に引退・帰郷し、寺院で禅を学んだ。
1939年（民国28年）6月、死去。享年60（満59歳）。